# Woeste und Eichenbuchenwald bei Ostinghausen
Woeste und Eichenbuchenwald bei Ostinghausen este o arie protejată (arie specială de conservare — SAC, sit de importanță comunitară — SCI) din Germania întinsă pe o suprafață de 61,45 ha, integral pe uscat.

## Localizare
Centrul sitului Woeste und Eichenbuchenwald bei Ostinghausen este situat la coordonatele 51°38′19″N 8°11′35″E / 51.6386°N 8.1931°E.

## Înființare
Situl Woeste und Eichenbuchenwald bei Ostinghausen a fost declarat sit de importanță comunitară în martie 2001 pentru a proteja 1 specie de animale. Situl a fost protejat și ca arie specială de conservare în decembrie 2006.

## Biodiversitate
Situată în ecoregiunea atlantică, aria protejată nu include niciun habitat protejat.
La baza desemnării sitului se află o specie protejată de  mamifere: liliac comun (Myotis myotis).
Pe lângă speciile protejate, pe teritoriul sitului au mai fost identificate 1 specie de amfibieni, 5 specii de mamifere.